# Ramón Picó Campamar
Ramón Picó Campamar (Pollensa, Baleares, 1848 – Barcelona, 1916) fue un escritor y poeta español. 

## Biografía
De familia humilde, en 1859 emigró con su familia a Barcelona. Desde el 1889 fue apoderado y hombre de confianza de Eusebi Güell, quien lo introdujo en el mundo del catalanismo. Fue uno de los fundadores de la Jove Catalunya, que presidió en 1873, y de la Academia de la Lengua Catalana (1881); colaboró en La Renaixença, y ya desde 1867 participó en los Juegos Florales de Barcelona, donde fue premiado en los años 1867, 1868, 1871, 1873, 1874, 1884 y 1885, cuando fue nombrado Maestro en Gay Saber. También fue uno de los encargados de la junta permanente de Unió Catalanista para redactar las Bases de Manresa en 1892. De 1900 a 1902 presidió el Centro Excursionista de Cataluña, y en 1902 el Ateneo Barcelonés.
Como poeta compuso romances históricos escritos deliberadamente en un lenguaje arcaico e influidos por las canciones narrativas populares; estas piezas constituyen lo mejor de su obra.

## Obras
- Cor de roure (1871) teatro.
- Martiri de Ramon Llull.
- Tres englantines (1886), poesía.
- Garraf (1894), poema lírico con música de García i Robles.
- La filla del segador (1914), drama histórico.

- Datos: Q9066300
- Multimedia: Ramon Picó i Campamar / Q9066300